# 库罗卡河
库罗卡河（葡萄牙語：Rio Curoca）是安哥拉南部纳米贝省的一条间歇河，旱季时会形成残留潟湖。其是流经伊奥纳国家公园的两条河流之一。库罗卡河组成伊奥那国家公园北部边界的一部分，也经过纳米布地方自然公园 (Parque Natural Regional do Namibe)的Lagoa dos Arcos绿洲。河流在通布阿以北流入大西洋。潟湖滋养了竹子、荆棘等植物和跳羚、大羚羊等动物在此生长。Lagoa dos Arcos绿洲则是一个旅游景点。季节性洪水使该地能维持少量的农牧业。
居住在库罗卡河附近的萨恩人原操一种叫Kwadi language的语言，但已经灭绝，现在该族人改说班图语族语言。